# Adolf Kessler
Adolf Kessler (* 16. Mai 1890 in Godramstein; † 8. Oktober 1974 in Landau in der Pfalz) war ein deutscher Maler und Grafiker.

## Leben
Adolf Kessler absolvierte von 1903 bis 1906 eine Lehre als Dekorationsmaler in Landau in der Pfalz. Von 1907 bis 1910 studierte er an der Kunstgewerbeschule München bei Julius Diez und Karl Wahler und von 1910 bis 1914 an der Kunstakademie München bei Angelo Jank. Er wurde ebenfalls durch Max Slevogt gefördert.
Von 1915 bis 1918 nahm Adolf Kessler im 2. Bayrischen Ulanenregiment am Ersten Weltkrieg teil. Von 1920 bis 1921 schloss er seine Studien an der Münchner Kunstakademie ab. 1922 heiratete er Elisabeth (Lili) Wackernagel, die Tochter des Basler Historikers Rudolf Wackernagel. 1923 wurde sein Sohn Rudolf geboren, seine Frau starb.
1922 war er Gründungsmitglied der Arbeitsgemeinschaft Pfälzer Künstler. Von 1924 bis 1926 erhielt er Aufträge in der Schweiz und unternahm Studienreisen in die Niederlande, nach Frankreich und Italien. 1927 heiratete er in zweiter Ehe Madelon Schünemann, die Tochter einer Bremer Kaufmannsfamilie. 1928 wurde seine Tochter Anna Maria Elisabeth geboren und 1931 sein Sohn Karl Konrad Hans. Zum 1. Mai 1933 trat Kessler der NSDAP bei (Mitgliedsnummer 2.061.012). Während der Zeit des Nationalsozialismus wurde ein Werk von ihm beschlagnahmt.

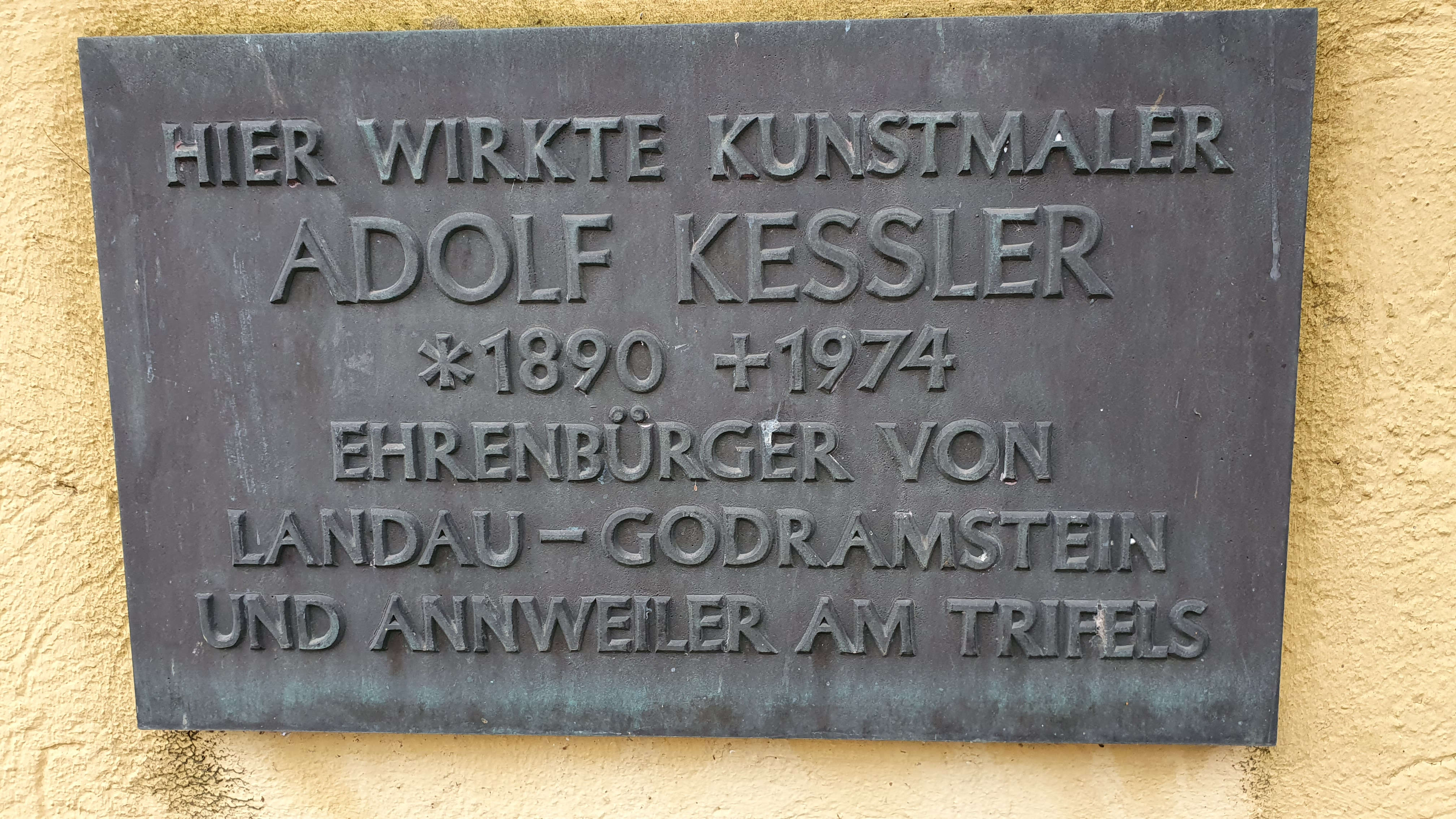
Gedenktafel in Landau-Godramstein

1953 war Adolf Kessler Gründungsmitglied der Pfälzer Künstlergenossenschaft. 1955 bekam er die Ehrenbürgerwürde von Godramstein verliehen und 1960 verlieh ihm die Stadt Annweiler am Trifels anlässlich seines 70. Geburtstags ihre Ehrenbürgerwürde. 1967 starb seine zweite Frau Madelon. 1973 wurde ihm die Max-Slevogt-Medaille durch den damaligen rheinland-pfälzischen Ministerpräsidenten Helmut Kohl in Ludwigshafen verliehen.

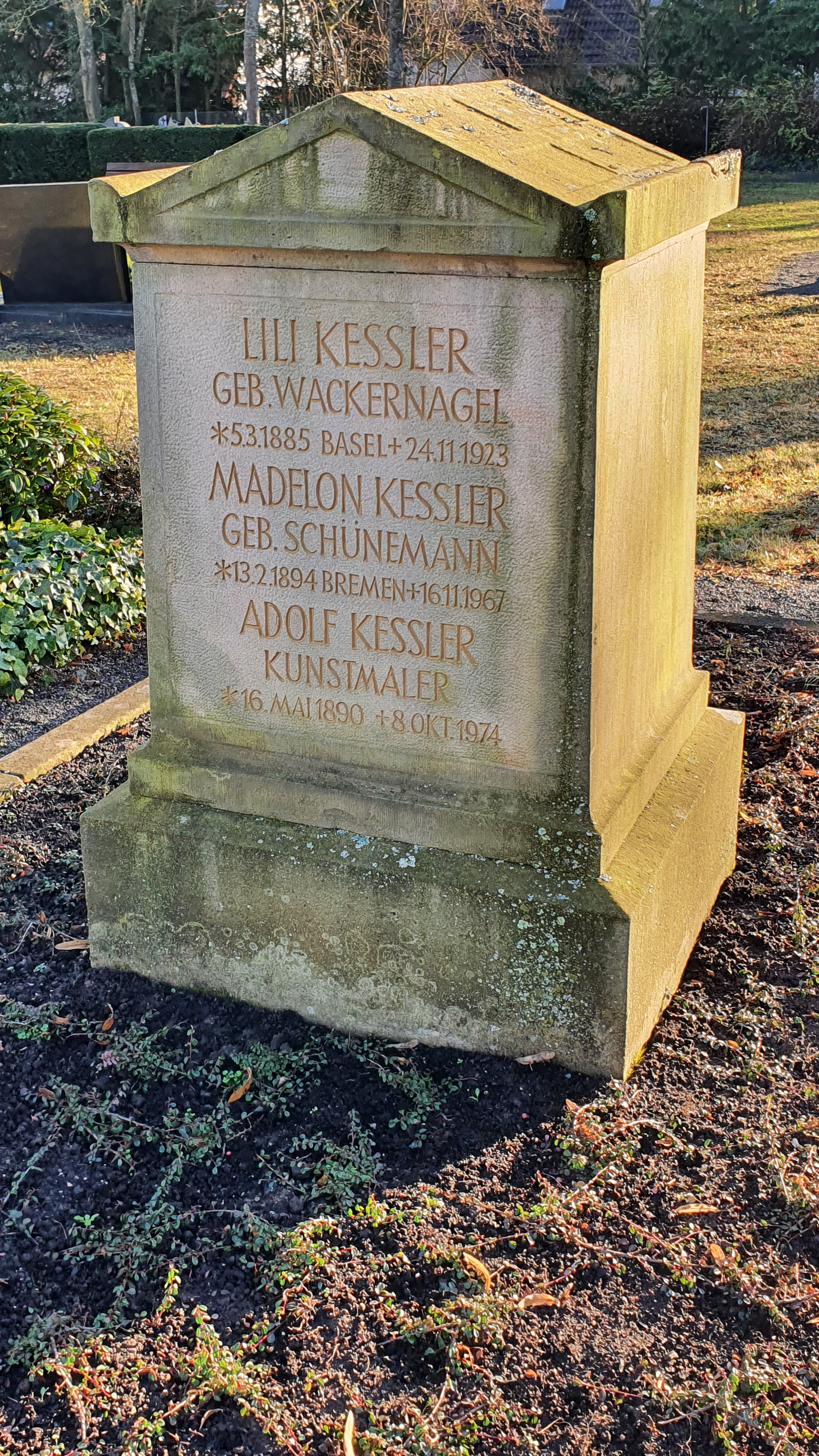
Grabstätte von Adolf Kessler und Familie, Landau-Godramstein

## Werke
- 1913: Mitarbeit bei den Wandbildern in Auerbachs Keller in Leipzig
- 1922: Illustrationen zum „Jäger aus Kurpfalz“
- 1925: Illustrationen des Buchs „Pfälzer Sagen und Balladen“ (mit Otto Dill und Albert Haueisen)
- 1926: Fresko am Postamt in Bad Bergzabern
- 1927: Fresko am Postwohngebäude in Neustadt an der Haardt
- 1928: Fresken in der Friedhofshalle Landau
- 1929–1930: zwei Landschaftsbilder für den Passagierdampfer Europa
- 1930: Illustration des Buchs „Pfälzer Sagen“ von Friedrich Wilhelm Hebel
- 1931: vier Fresken in der Erlöserkirche in Ludwigshafen-Gartenstadt
- 1932: Mitarbeit an dem großen Fresko von Max Slevogt in der Friedenskirche in Ludwigshafen-Friesenheim (1944 kriegszerstört)
- 1933: Altarbild in der evangelischen Kirche in Gawaiten, Kreis Goldap in Ostpreußen
- 1933: Illustration der Jahresgabe „Arbeiter – Bauern – Soldaten“ für die Mitglieder der Notgemeinschaft Pfälzer Kunst (mit Otto Dill, Albert Haueisen und Hans Fay)
- 1933–1934: zwei Fresken in der evangelischen Kirche in Godramstein
- 1936: Fresko im „Ritterkeller“ in Burrweiler
- 1937: Altarbild in der evangelischen Kirche in Rhodt unter Rietburg
- 1937–1938: fünf Fresken im Hohenstaufensaal in Annweiler[4]
- 1938: Fresko in der Friedhofshalle in Kandel
- 1938: dreiteiliges Fresko in den Torfit-Werken in Hemelingen
- 1939: drei Wandbilder im Gebäude der Pfalzwerke in Ludwigshafen am Rhein
- 1939: Fassadenfresko im Gebäude de Schwartz-Storchenbrauerei in Speyer
- 1946: Fresko in der katholischen Notkirche St. Ludwig in Ludwigshafen
- 1951: Wandbild in der Meßwerkzeug-Fabrik Gustav Ullrich KG in Annweiler am Trifels
- 1951: Wandbild in der Zündholzfabrik Richard Haupt in Albersweiler
- 1951–1953: zwei Fresken im Rathaussaal der Stadt Annweiler am Trifels
- 1952: Wiederherstellung des zerstörten Fresko-Deckengemäldes in der katholischen Stadtkirche in Volkach
- 1955: Wandgemälde auf dem Leinsweiler-Hof bei Leinsweiler[5]
- 1955: Sgraffito an der Landwirtschaftsschule in Landau
- 1956: Fresko in der katholischen Kirche in Annweiler am Trifels
- 1958–1959: vier Wandgemälde (Die vier Erdteile) im Geschäftshaus der „Securitas“ in Bremen
- 1960: Fresko (Auferstehung / Frauen am Grabe) in der katholischen Kirche in Offenbach an der Queich
- 1960–1961: <--Wiederherstellung?-->historische Wandgemälde im Rathaussaal der Stadt Landau

## Ausstellungen (Auswahl)
- 1926: Internationale Ausstellung in Brooklyn
- 1934: „Süddeutsche Kunst in München“, Neue Pinakothek in München
- 1936: „Kunstschaffen der Westmark“, Pfälzische Landesgewerbeanstalt in Kaiserslautern
- 1941: „Zwischen Westwall und Maginotlinie“ im Saarlandmuseum in Saarbrücken
- 1941: „Kunstschaffen der Westmark“, Museum Folkwang in Essen
- 1941: „Südpfälzische Kunstausstellung in der Soldatenstadt Landau“
- 1942: „Kunstschaffen der Westmark“, Ausstellungshaus in Saarbrücken
- 1949: „Kunst und Gewerbekunst aus der Pfalz“, Kunsthalle Düsseldorf
- 1987: „Stilstreit und Führerprinzip. Künstler und Werk in Baden 1930–1945“, Badischer Kunstverein in Karlsruhe

## Auszeichnungen / Ehrungen
- 1939: Westmark-Preis für bildende Kunst in Saarbrücken
- 1955: Ehrenbürgerwürde von Godramstein
- 1960: Ehrenbürgerwürde der Stadt Annweiler
- 1973: Max-Slevogt-Medaille